# Тарковський Олександр Карлович
Олександр Карлович Тарковський (3 вересня 1862, Миколаївка, нині — Кіровоградська область — 26 грудня 1924) — український поет, прозаїк, журналіст, громадський діяч.
Батько Арсенія Тарковського, дід Андрія Тарковського. Брат Надії Тарковської шурин Івана Карпенка-Карого.

## Життєпис
Походив із польської шляхти. Його вихованням займалася старша сестра Надія Карлівна Тарковська, яка 1870 року стала дружиною Івана Карпенка-Карого. Хутір біля с. Миколаївки, де народився Олександр Карлович і який згодом увійшов до історії української літератури як хутір «Надія», був шлюбним посагом Тарковської.
Олександр навчався у Єлисаветградському реальному училищі разом із братами Тобілевичами (майбутніми М. Садовським і П. Саксаганським) та Євгеном Чикаленком.
У юності перебував під сильним духовним впливом чоловіка сестри — Івана Тобілевича (Карпенка-Карого).
Навчаючись на юридичному факультеті Харківського університету, вступив до партії «Народна Воля».
Писав вірші, організовував аматорські вистави, крім української та російської, знав 7 мов (давньогрецьку, латину, іврит, французьку, німецьку, англійську, італійську, польську, сербську).
Разом із сестрою Надією, дружиною І. Карпенка-Карого, був серед 8 єлисаветградців, які 1880 року звернулися з листом на підтримку української мови до історика Миколи Костомарова: «Батьку! За Вами все: і давня слава, і дотепність, і розум, і наука, поговоріть же там тепер з московськими письменниками… що пора знять з нас покуту мовчки кусать пальці, що ми люди, а не мужики тілько, що пора нам мати своє друковане слово без заборону, що й освіту в народних школах слід дозволити на народній мові…»
Був заарештований у справі про замах на харківського генерал-губернатора (взятий під варту зі студентської лави). Одночасно з ним заарештували його першу дружину Олександру Сорокіну. Невдовзі вона вийшла на волю, але, народивши дочку Леонілу, померла (ймовірно від холери)
Відбув в ув'язненні 7-8 років (у Єлисаветграді, Одесі, Орлі, Воронежі, Москві та Петропавлівській фортеці), ще 10 років — на засланні у с. Тунка (Туруханський край). На засланні почав займатися журналістикою, співпрацюючи з іркутськими газетами. По поверненні до Єлисаветграду писав для одеських і місцевих газет.
Заслання відбував з доктором Опанасом Михалевичем, засланим, за свідченням Арсенія Тарковського, «за справою українських соціалістів». Свого часу Михалевич очолював народницький гурток у Єлисаветграді, членом якого був Іван Тобілевич. Згодом протягом десятиліть Михалевич залишався близьким другом родини Тарковських.
Повернувшись до рідного міста і перебуваючи під гласним наглядом поліції, О. Тарковський працював службовцем Єлисаветградського громадського банку. Перед 1917 р. займав посаду товариша (заступника) директора банку. На посаді директора його не затвердили, попри великий авторитет у банківській сфері.. Служив у Єлисаветградському банку з 1897 до 1920 роки.
Був піклувальником комерційного училища. Один із засновників Єлисаветградської Громадської бібліотеки.

## Особисте життя
1902 року — одружився з домашньою вчителькою Марією Данилівною Рачковською, в яку був закоханий і безуспішно освідчувався 14 разів, аж поки вони випадково не зустрілися на весіллі, де Олександр Карлович зробив ще одну спробу. Після чергового «Ні!» він пригрозив впасти на підлогу, кричати і бити ногами. Дівчина не повірила, але він так і зробив, після чого, нарешті, отримав згоду.
Від цього шлюбу народились сини — Валерій (* 1903; загинув у травні 1919 року в бою проти отамана Григор'єва) і Арсеній (1907—1989).
У сім'ї Олександра Тарковського існував культ літератури й театру, її члени писали вірші та п'єси. Звичайним було писати одне одному листи та присвячувати дружні вірші. Сам Олександр Карлович теж писав вірші, оповідання, перекладав для себе Данте, Джакомо Леопарді, Віктора Гюго й інших поетів.